# تاشلی‌تاماک
تاشلی‌تاماک (انگلیسی: Tashlytamak) یک شهرک در شهرستان داولکانوفسکی در استان باشقیرستان کشور روسیه است.